# Grand Prix Austrii 1964
Grand Prix Austrii 1964 (oryg. Grosser Preis von Österreich) – 7. runda Mistrzostw Świata Formuły 1 w sezonie 1964, która odbyła się 23 sierpnia 1964, po raz 1. na torze Zeltweg.
2. Grand Prix Austrii, 1. zaliczane do Mistrzostw Świata Formuły 1.

## Lista startowa
| Nr | Kierowca            | Zespół                          | Samochód         | Silnik         | Opony |
| -- | ------------------- | ------------------------------- | ---------------- | -------------- | ----- |
| 1  | Jim Clark           | Team Lotus                      | Lotus 33         | Climax 1.5 V8  | D     |
| 2  | Mike Spence         | Team Lotus                      | Lotus 33         | Climax 1.5 V8  | D     |
| 3  | Graham Hill         | Owen Racing Organisation        | BRM P261         | BRM 1.5 V8     | D     |
| 4  | Richie Ginther      | Owen Racing Organisation        | BRM P261         | BRM 1.5 V8     | D     |
| 5  | Dan Gurney          | Brabham Racing Organisation     | Brabham BT7      | Climax 1.5 V8  | D     |
| 6  | Jack Brabham        | Brabham Racing Organisation     | Brabham BT11     | Climax 1.5 V8  | D     |
| 7  | John Surtees        | Scuderia Ferrari                | Ferrari 158      | Ferrari 1.5 V8 | D     |
| 8  | Lorenzo Bandini     | Scuderia Ferrari                | Ferrari 156 Aero | Ferrari 1.5 V8 | D     |
| 9  | Bruce McLaren       | Cooper Car Company              | Cooper T73       | Climax 1.5 V8  | D     |
| 10 | Phil Hill           | Cooper Car Company              | Cooper T66       | Climax 1.5 V8  | D     |
| 11 | Joakim Bonnier      | Rob Walker Racing Team          | Brabham BT7      | Climax 1.5 V8  | D     |
| 12 | Jochen Rindt        | Rob Walker Racing Team          | Brabham BT11     | BRM 1.5 V8     | D     |
| 14 | Innes Ireland       | British Racing Partnership      | BRP Mk2          | BRM 1.5 V8     | D     |
| 15 | Trevor Taylor       | British Racing Partnership      | BRP Mk1          | BRM 1.5 V8     | D     |
| 16 | Chris Amon          | Reg Parnell Racing              | Lotus 25         | Climax 1.5 V8  | D     |
| 17 | Mike Hailwood       | Reg Parnell Racing              | Lotus 25         | Climax 1.5 V8  | D     |
| 18 | Giancarlo Baghetti  | Scuderia Centro Sud             | BRM P57          | BRM 1.5 V8     | D     |
| 19 | Tony Maggs          | Scuderia Centro Sud             | BRM P57          | BRM 1.5 V8     | D     |
| 20 | Jo Siffert          | Siffert Racing Team             | Brabham BT11     | BRM 1.5 V8     | D     |
| 21 | Maurice Trintignant | Maurice Trintignant (prywatnie) | BRM P57          | BRM 1.5 V8     | D     |
| 22 | Bob Anderson        | DW Racing Enterprises           | Brabham BT11     | Climax 1.5 V8  | D     |
| Nr | Kierowca            | Zespół                          | Samochód         | Silnik         | Opony |

## Wyniki

### Kwalifikacje
Źródło: statsf1.com
| P  | Nr | Kierowca           | Konstruktor(-silnik) | Opony | Czas    | Odstęp | Strata |
| -- | -- | ------------------ | -------------------- | ----- | ------- | ------ | ------ |
| 1  | 3  | Graham Hill        | BRM                  | D     | 1:09,84 | –      | –      |
| 2  | 7  | John Surtees       | Ferrari              | D     | 1:10,12 | +0,28  | +0,28  |
| 3  | 1  | Jim Clark          | Lotus-Climax         | D     | 1:10,21 | +0,09  | +0,37  |
| 4  | 5  | Dan Gurney         | Brabham-Climax       | D     | 1:10,40 | +0,19  | +0,56  |
| 5  | 4  | Richie Ginther     | BRM                  | D     | 1:10,40 | +0,00  | +0,56  |
| 6  | 6  | Jack Brabham       | Brabham-Climax       | D     | 1:10,57 | +0,17  | +0,73  |
| 7  | 8  | Lorenzo Bandini    | Ferrari              | D     | 1:10,63 | +0,06  | +0,79  |
| 8  | 2  | Mike Spence        | Lotus-Climax         | D     | 1:11,00 | +0,37  | +1,16  |
| 9  | 9  | Bruce McLaren      | Cooper-Climax        | D     | 1:11,25 | +0,25  | +1,41  |
| 10 | 11 | Jo Bonnier         | Brabham-Climax       | D     | 1:11,59 | +0,34  | +1,75  |
| 11 | 14 | Innes Ireland      | BRP-BRM              | D     | 1:11,60 | +0,01  | +1,76  |
| 12 | 20 | Jo Siffert         | Brabham-BRM          | D     | 1:11,82 | +0,22  | +1,98  |
| 13 | 12 | Jochen Rindt       | Brabham-BRM          | D     | 1:12,00 | +0,18  | +2,16  |
| 14 | 22 | Bob Anderson       | Brabham-Climax       | D     | 1:12,04 | +0,04  | +2,20  |
| 15 | 18 | Giancarlo Baghetti | BRM                  | D     | 1:12,10 | +0,06  | +2,26  |
| 16 | 15 | Trevor Taylor      | BRP-BRM              | D     | 1:12,23 | +0,13  | +2,39  |
| 17 | 16 | Chris Amon         | Lotus-BRM            | D     | 1:12,28 | +0,05  | +2,44  |
| 18 | 17 | Mike Hailwood      | Lotus-BRM            | D     | 1:12,40 | +0,12  | +2,56  |
| 19 | 19 | Tony Maggs         | BRM                  | D     | 1:12,40 | +0,00  | +2,56  |
| 20 | 10 | Phil Hill          | Cooper-Climax        | D     | 1:13,15 | +0,75  | +3,31  |
| P  | Nr | Kierowca           | Konstruktor(-silnik) | Opony | Czas    | Odstęp | Strata |

### Wyścig
Źródła: statsf1.com
| P                                                     | + / – | Nr | Kierowca            | Konstruktor    | Opony | Okr. | Czas / Strata | Komentarz         |
| ----------------------------------------------------- | ----- | -- | ------------------- | -------------- | ----- | ---- | ------------- | ----------------- |
| 1                                                     | 6     | 8  | Lorenzo Bandini     | Ferrari        | D     | 105  | 2:06:18,23    |                   |
| 2                                                     | 3     | 4  | Richie Ginther      | BRM            | D     | 105  | +6,18         |                   |
| 3                                                     | 11    | 22 | Bob Anderson        | Brabham-Climax | D     | 102  | +3 okr.       |                   |
| 4                                                     | 15    | 19 | Tony Maggs          | BRM            | D     | 102  | +3 okr.       |                   |
| 5                                                     | 6     | 14 | Innes Ireland       | BRP-BRM        | D     | 102  | +3 okr.       |                   |
| 6                                                     | 4     | 11 | Jo Bonnier          | Brabham-Climax | D     | 101  | +4 okr.       |                   |
| 7                                                     | 8     | 18 | Giancarlo Baghetti  | BRM            | D     | 96   | +9 okr.       |                   |
| 8                                                     | 10    | 17 | Mike Hailwood       | Lotus-BRM      | D     | 95   | +10 okr.      |                   |
| 9                                                     | 3     | 6  | Jack Brabham        | Brabham-Climax | D     | 76   | +29 okr.      |                   |
| Niesklasyfikowani                                     |       |    |                     |                |       |      |               |                   |
|                                                       |       | 12 | Jochen Rindt        | Brabham-BRM    | D     | 58   | +47 okr.      | układ sterowniczy |
|                                                       |       | 10 | Phil Hill           | Cooper-Climax  | D     | 58   | +47 okr.      | pożar             |
|                                                       |       | 5  | Dan Gurney          | Brabham-Climax | D     | 47   | +58 okr.      | zawieszenie       |
|                                                       |       | 9  | Bruce McLaren       | Cooper-Climax  | D     | 43   | +62 okr.      | zawór             |
|                                                       |       | 2  | Mike Spence         | Lotus-Climax   | D     | 41   | +64 okr.      | przekładnia       |
|                                                       |       | 1  | Jim Clark           | Lotus-Climax   | D     | 40   | +65 okr.      | przekładnia       |
|                                                       |       | 15 | Trevor Taylor       | BRP-BRM        | D     | 21   | +84 okr.      | zawieszenie       |
|                                                       |       | 20 | Jo Siffert          | Brabham-BRM    | D     | 18   | +87 okr.      | poślizg           |
|                                                       |       | 7  | John Surtees        | Ferrari        | D     | 9    | +96 okr.      | zawieszenie       |
|                                                       |       | 16 | Chris Amon          | Lotus-BRM      | D     | 7    | +98 okr.      | silnik            |
|                                                       |       | 3  | Graham Hill         | BRM            | D     | 5    | +100 okr.     | dystrybutor       |
| Nie wystartowali / niedopuszczeni do ponownego startu |       |    |                     |                |       |      |               |                   |
|                                                       |       | 21 | Maurice Trintignant | BRM            | D     | 0    |               | nie przybył       |
| P                                                     | + / – | Nr | Kierowca            | Konstruktor    | Opony | Okr. | Czas / Strata | Komentarz         |

### Najszybsze okrążenie
Źródło: statsf1.com
| Nr | Kierowca   | Konstruktor    | Czas    | Okr. |
| -- | ---------- | -------------- | ------- | ---- |
| 5  | Dan Gurney | Brabham-Climax | 1:10,56 | 32   |

### Prowadzenie w wyścigu
Źródło: statsf1.com
| Nr                              | Kierowca        | Konstruktor    | Okrążenia | Suma |
| ------------------------------- | --------------- | -------------- | --------- | ---- |
| 8                               | Lorenzo Bandini | Ferrari        | 47-105    | 59   |
| 5                               | Dan Gurney      | Brabham-Climax | 1, 8-46   | 40   |
| 7                               | John Surtees    | Ferrari        | 2-7       | 6    |
| \| Wykres \| \| ------ \| \| \| |                 |                |           |      |
| Wykres                          |                 |                |           |      |
|                                 |                 |                |           |      |

## Klasyfikacja po wyścigu
Pierwsza szóstka otrzymywała punkty według klucza 9-6-4-3-2-1. Liczone było tylko 6 najlepszych wyścigów danego kierowcy.
Uwzględniono tylko kierowców, którzy zdobyli jakiekolwiek punkty
| P  | +/− | Kierowca            | Starty | Punkty | P1 | P2 | P3 | PP | NO | NS |
| -- | --- | ------------------- | ------ | ------ | -- | -- | -- | -- | -- | -- |
| 1  | 0   | Graham Hill         | 7      | 32     | 1  | 3  | –  | 1  | 1  | 1  |
| 2  | 0   | Jim Clark           | 7      | 30     | 3  | –  | –  | 3  | 2  | 3  |
| 3  | 0   | John Surtees        | 7      | 19     | 1  | 1  | 1  | 1  | 1  | 4  |
| 4  | 0   | Richie Ginther      | 7      | 17     | –  | 2  | –  | –  | –  | –  |
| 5  | +4  | Lorenzo Bandini     | 7      | 15     | 1  | –  | 1  | –  | –  | 2  |
| 6  | −1  | Jack Brabham        | 7      | 11     | –  | –  | 2  | –  | 1  | 2  |
| 7  | −1  | Peter Arundell      | 4      | 11     | –  | –  | 2  | –  | –  | –  |
| 8  | −1  | Dan Gurney          | 7      | 10     | 1  | –  | –  | 2  | 2  | 3  |
| 9  | −1  | Bruce McLaren       | 7      | 7      | –  | 1  | –  | –  | –  | 4  |
| 10 | +4  | Bob Anderson        | 6      | 5      | –  | –  | 1  | –  | –  | 1  |
| 11 | +6  | Tony Maggs          | 4      | 4      | –  | –  | –  | –  | –  | 1  |
| 12 | −2  | Jo Siffert          | 7      | 3      | –  | –  | –  | –  | –  | 3  |
| 13 | −2  | Jo Bonnier          | 6      | 3      | –  | –  | –  | –  | –  | 3  |
| 14 | N   | Innes Ireland       | 4      | 2      | –  | –  | –  | –  | –  | 1  |
| 15 | −3  | Chris Amon          | 6      | 2      | –  | –  | –  | –  | –  | 3  |
| 16 | −3  | Maurice Trintignant | 4      | 2      | –  | –  | –  | –  | –  | 1  |
| 17 | −2  | Phil Hill           | 7      | 1      | –  | –  | –  | –  | –  | 3  |
| 18 | −2  | Mike Hailwood       | 7      | 1      | –  | –  | –  | –  | –  | 2  |
| P  | +/− | Kierowca            | Starty | Punkty | P1 | P2 | P3 | PP | NO | NS |

### Konstruktorzy
Tylko jeden, najwyżej uplasowany kierowca danego konstruktora, zdobywał dla niego punkty. Również do klasyfikacji zaliczano 6 najlepszych wyników.
| P                 | +/− | Konstruktor     | Starty | Punkty  | P1 | P2 | P3 | PP | NO | NS |
| ----------------- | --- | --------------- | ------ | ------- | -- | -- | -- | -- | -- | -- |
| 1                 | +1  | BRM             | 25     | 36 (39) | 1  | 5  | –  | 1  | 1  | 4  |
| 2                 | −1  | Lotus-Climax    | 15     | 34      | 3  | –  | 2  | 3  | 2  | 4  |
| 3                 | 0   | Ferrari         | 14     | 28      | 2  | 1  | 2  | 1  | 1  | 6  |
| 4                 | 0   | Brabham-Climax  | 21     | 21      | 1  | –  | 3  | 2  | 3  | 6  |
| 5                 | 0   | Cooper-Climax   | 16     | 10      | –  | 1  | –  | –  | –  | 8  |
| 6                 | 0   | Brabham-BRM     | 12     | 3       | –  | –  | –  | –  | –  | 8  |
| 7                 | 0   | Lotus-BRM       | 17     | 3       | –  | –  | –  | –  | –  | 8  |
| 8                 | N   | BRP-BRM         | 8      | 2       | –  | –  | –  | –  | –  | 4  |
| Niesklasyfikowani |     |                 |        |         |    |    |    |    |    |    |
|                   |     | Honda           | 1      | 0       | –  | –  | –  | –  | –  | –  |
|                   |     | Cooper-Ford     | 1      | 0       | –  | –  | –  | –  | –  | –  |
|                   |     | Scirocco-Climax | 1      | 0       | –  | –  | –  | –  | –  | 1  |
|                   |     | Porsche         | 1      | 0       | –  | –  | –  | –  | –  | 1  |
|                   |     | Brabham-Ford    | 1      | 0       | –  | –  | –  | –  | –  | 1  |
| P                 | +/− | Kierowca        | Starty | Punkty  | P1 | P2 | P3 | PP | NO | NS |